# Hornsey
Hornsey is een wijk in het Londense bestuurlijke gebied Haringey, in de regio Groot-Londen.

## Geboren
- Gus McNaughton (1881-1969), Engels acteur

## Afbeeldingen

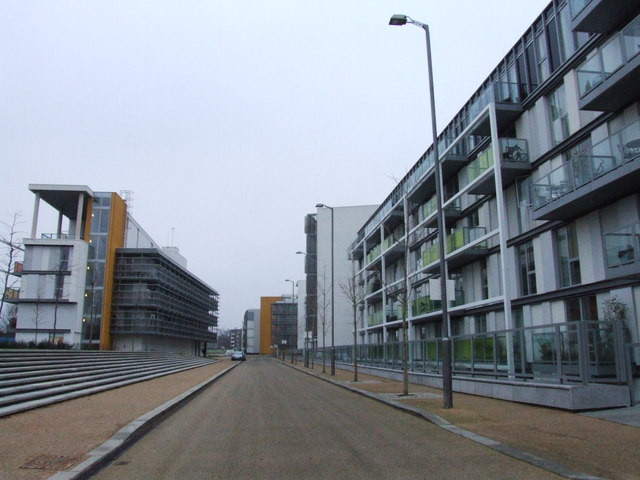
Chadwell Lane
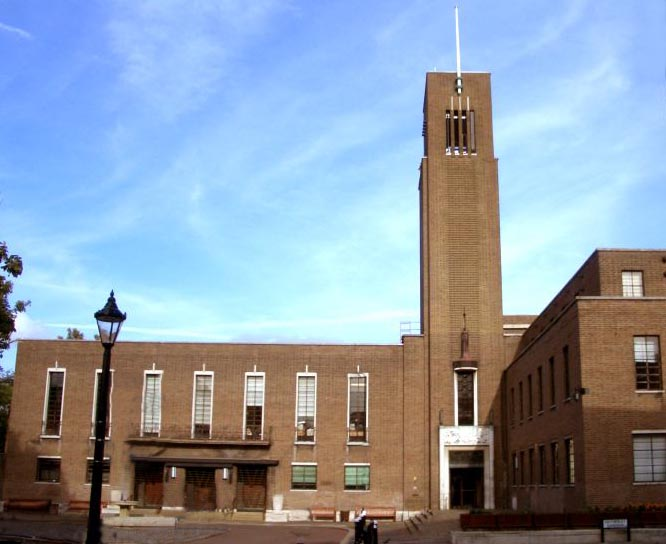
Gemeentehuis